# Barthélemy Imbert
Pour les personnes ayant le même patronyme, voir Imbert.
Barthélemy Imbert est un auteur dramatique, poète et romancier français, né le 16 mars 1747 à Nîmes et mort le 23 août 1790 à Paris.
Après ses études dans sa ville natale, Imbert vient à Paris où il se fait une réputation par Le Jugement de Pâris, petit poème en quatre chants, en vers de dix syllabes, paru en 1772. L’auteur fait ensuite des comédies, tragédies, romans, fables, contes en vers ou prose, qui tombent dans l’oubli.

## Œuvres
- Poinsinet et Molière, dialogue dédié à M. Piron, 1770
- Thérèse Danet à Euphémie, héroïde, 1771
- Le Jugement de Pâris, poëme en IV chants. Œuvres mêlées, pièces fugitives, fables, 1772
- Fables nouvelles, dédiées à Madame la Dauphine, 1773
- Élégie sur la mort de M. Piron, 1773
- Historiettes, ou Nouvelles en vers, 1774
- Lettre d'une religieuse à la Reine, 1774
- Les Bienfaits du sommeil, ou les Quatre rêves accomplis, poème en quatre chants, 1776 Texte en ligne
- Les Égaremens de l'amour, ou Lettres de Fanéli et de Milfort, 2 vol., 1776
- Œuvres poétiques, 2 vol., 1777
- Rêveries philosophiques, 1778 Texte en ligne https://books.google.fr/
- Lecture du matin, ou Nouvelles historiettes en prose, 1782
- Lectures variées, ou Bigarrures littéraires, 1783
- Choix de fabliaux mis en vers, 2 vol., 1788
- Contes moraux'', 2 vol., 1806

Théâtre
- Gabrielle de Passi, parodie de Gabrielle de Vergi, en 1 acte, en prose et en vaudevilles, avec Louis d'Ussieux, Théâtre italien de Paris, 30 août 1777.
- Fanéli, ou les Égaremens de l'amour, drame en 5 actes, 1778
- Le Lord anglois et le chevalier françois, comédie en un acte et en vers libres, Paris, Théâtre italien de Paris, 23 décembre 1779
- Le Jaloux sans amour, comédie en 5 actes et en vers libres, Théâtre italien de Paris, 8 janvier 1781
- L'Inauguration du Théâtre français, pièce en un acte et en vers, Paris, Théâtre-Français, 9 avril 1782
- La Fausse apparence, ou le Jaloux malgré lui, comédie en 3 actes et en vers, Paris, Théâtre-Français, 24 avril 1789 Texte en ligne
- Les Deux sylphes, comédie en 1 acte et en vers, mêlée d'ariettes, Paris, Comédiens italiens, 18 octobre 1781
- Marie de Brabant, reine de France, tragédie en 5 actes, et en vers, Paris, Théâtre-Français, 9 septembre 1789 Texte en ligne

Critique littéraire
- Annales poétiques ou Almanach des muses, 1778-1788
- Réflexions sur un article du premier Mercure de janvier 1776, 1793